# Caridad García Díaz
Caridad García Díaz (Sanlúcar de Barrameda, España, 9 de julio de 1999) es una jugadora de fútbol sala española. Juega de portera y su equipo actual es el Burela FS de la Primera División de fútbol sala femenino de España. En el año 2020 fue nominada a mejor portera del mundo, donde ocupó finalmente la cuarta plaza.

## Trayectoria
Comenzó su carrera deportiva en el equipo cadete del Luci Feri Fanum, de ahí pasó a jugar en las categorías inferiores del Sanlúcar Feminas y subió al primer equipo en la temporada 2012-13 haciéndolo en la segunda autonómica andaluza. En la temporada 2014-15 ficha por el Cádiz FSF de la segunda división, donde permaneció dos temporadas.
En la 2016-17 se marcha al Guadalcacín, equipo con el que consigue el ascenso a primera y juega otras dos temporadas en la máxima categoría. Para la temporada 2019-20 decide cambiar de aires y se marcha a Galicia para jugar con el Poio Pescamar FS. En la 2022-23 ficha por el Burela FS.

## Selección nacional
Debutó el 6 de mayo de 2018 en un partido contra Polonia en el Torneo de la Victoria de Moscú, donde quedó campeona del torneo. En septiembre del mismo año participó en el pre-Europeo que se jugó en Leganés, y ya en 2019 volvió a jugar el Torneo de la Victoria de Moscú.

## Estadísticas

### Clubes
Actualizado al último partido jugado el 12 de junio de 2022.
| Club | Div.          | Temporada     | Liga  | Liga  | Liga       | Liga      | Copas nacionales(1) | Copas nacionales(1) | Copas nacionales(1) | Copas nacionales(1) | Torneos internacionales(2) | Torneos internacionales(2) | Torneos internacionales(2) | Torneos internacionales(2) | Total(3) | Total(3) | Total(3)   | Total(3)  |
| Club | Div.          | Temporada     | Part. | Goles | Amonestado | Expulsado | Part.               | Goles               | Amonestado          | Expulsado           | Part.                      | Goles                      | Amonestado                 | Expulsado                  | Part.    | Goles    | Amonestado | Expulsado |
| --- | ------------- | ------------- | ----- | ----- | ---------- | --------- | ------------------- | ------------------- | ------------------- | ------------------- | -------------------------- | -------------------------- | -------------------------- | -------------------------- | -------- | -------- | ---------- | --------- |
| Sanlucar Feminas · España |               |               |       |       |            |           |                     |                     |                     |                     |                            |                            |                            |                            |          |          |            |           |
| Aut |               |               |       |       |            |           |                     |                     |                     |                     |                            |                            |                            |                            |          |          |            |           |
| 2012-13 |               | -             | -     | -     | -          | -         | -                   | -                   | -                   | -                   | -                          | -                          |                            | -                          | -        | -        |            |           |
| 2013-14 |               | -             | -     | -     | -          | -         | -                   | -                   | -                   | -                   | -                          | -                          |                            | -                          | -        | -        |            |           |
| Total club | Total club    | -             | -     | -     | -          | -         | -                   | -                   | -                   | -                   | -                          | -                          | -                          | -                          | -        | -        | -          |           |
| Cádiz FSF · España |               |               |       |       |            |           |                     |                     |                     |                     |                            |                            |                            |                            |          |          |            |           |
| 2.ª |               |               |       |       |            |           |                     |                     |                     |                     |                            |                            |                            |                            |          |          |            |           |
| 2014-15 |               | -             | -     | -     | -          | -         | -                   | -                   | -                   | -                   | -                          | -                          |                            | -                          | -        | -        |            |           |
| 2015-16 |               | -             | -     | -     | -          | -         | -                   | -                   | -                   | -                   | -                          | -                          |                            | -                          | -        | -        |            |           |
| Total club | Total club    | -             | -     | -     | -          | -         | -                   | -                   | -                   | -                   | -                          | -                          | -                          | -                          | -        | -        | -          |           |
| CD Guadalcacín · España | 2.ª           |               |       |       |            |           |                     |                     |                     |                     |                            |                            |                            |                            |          |          |            |           |
| CD Guadalcacín · España | 2.ª           | 2016-17       |       | -     | -          | -         | -                   | -                   | -                   | -                   | -                          | -                          | -                          | -                          |          | -        | -          | -         |
| CD Guadalcacín · España | 1.ª           |               |       |       |            |           |                     |                     |                     |                     |                            |                            |                            |                            |          |          |            |           |
| CD Guadalcacín · España | 2017-18       | 27            | 1     | 2     | 0          | -         | -                   | -                   | -                   | -                   | -                          | -                          | -                          | 27                         | 1        | 2        | 0          |           |
| CD Guadalcacín · España | 2018-19       | 14            | 0     | 2     | 0          | -         | -                   | -                   | -                   | -                   | -                          | -                          | -                          | 14                         | 0        | 2        | 0          |           |
| CD Guadalcacín · España | Total club    | Total club    | 41    | 1     | 4          | 0         | -                   | -                   | -                   | -                   | -                          | -                          | -                          | -                          | 41       | 1        | 2          | 0         |
| Poio Pescamar FS · España |               |               |       |       |            |           |                     |                     |                     |                     |                            |                            |                            |                            |          |          |            |           |
| 1.ª |               |               |       |       |            |           |                     |                     |                     |                     |                            |                            |                            |                            |          |          |            |           |
| 2019-20 | 12            | 2             | 1     | 0     | 1          | 0         | 1                   | 0                   | -                   | -                   | -                          | -                          | 13                         | 2                          | 2        | 0        |            |           |
| 2020-21 | 18            | 0             | 0     | 1     | 4          | 0         | 1                   | 0                   | -                   | -                   | -                          | -                          | 22                         | 0                          | 1        | 1        |            |           |
| 2021-22 | 29            | 0             | 1     | 0     | 1          | 0         | 0                   | 0                   | -                   | -                   | -                          | -                          | 30                         | 0                          | 1        | 0        |            |           |
| Total club | Total club    | 59            | 2     | 1     | 1          | 6         | 0                   | 2                   | 0                   | -                   | -                          | -                          | -                          | 65                         | 2        | 4        | 1          |           |
| Total carrera | Total carrera | Total carrera | 100   | 3     | 6          | 1         | 6                   | 0                   | 2                   | 0                   | -                          | -                          | -                          | -                          | 106      | 3        | 8          | 1         |
| (1) Incluye datos de Copa de España / Supercopa de España. (2) Incluye datos de Campeonato de Europa de Clubes. (3) No incluye datos de partidos amistosos. |               |               |       |       |            |           |                     |                     |                     |                     |                            |                            |                            |                            |          |          |            |           |

## Palmarés y distinciones
- Liga española: 2

2022-23 y 2023-24
- Copa de España: 2

2023 y 2025
- Supercopa de España: 1

2023
- Copa Galicia: 2

2021-2022 / 2022-2023